# 书圣王羲之
《书圣王羲之》，中国大陆的古装剧，导演周祥林，主演鄔立朋、金泰希、梁冠華、梁天。2014年5月开机，10月杀青。然而2016年韓國部署薩德反導彈系統事件，中国政府开始实施“限韩令”，限制来自韩国的文化交流。该剧的女主角金泰希，配角李善彬是韩国人，因而导致被禁播。该剧至今未能播出。

## 剧情
该剧讲述了东晋时期著名书法家王羲之的传奇一生。

## 演出

### 王家
| 演员                  | 角色   | 备注       |
| 鄔立朋 邊程（少年）   | 王羲之 |            |
| 金泰希 朱俞碩（少女） | 郗璿   | 王羲之夫人 |
| 王伯昭                | 王曠   |            |
| 王嘉                  | 衛氏   | 王羲之母亲 |
| 吴磊                  | 王獻之 |            |

### 東晉皇室
| 演员   | 角色   | 备注     |
| 趙文瑄 | 晉元帝 |          |
| 趙世欣 | 晉明帝 |          |
| 陳雅麗 | 庾文君 | 明帝皇后 |

### 諸臣
| 演员   | 角色   | 备注 |
| 梁冠華 | 王導   |      |
| 丁海峰 | 王敦   |      |
| 李光復 | 郗鑒   |      |
| 張鑫   | 王述   |      |
| 代超   | 王胡之 |      |
| 李熙   | 庾亮   |      |
| 張子文 | 錢鳳   |      |
| 於雷   | 劉隗   |      |
| 姚鑫   | 刁協   |      |
| 李添諾 | 任靖   |      |
| 丁建飛 | 許恂   |      |
| 周帥   | 虞安吉 |      |

### 其他
| 演员     | 角色   | 备注 |
| 唐妤萌   | 衛鑠   |      |
| 趙丹     | 衛鎔   |      |
| 崔世廣   | 支遁   |      |
| 梁天     | 丁長生 |      |
| 铃木美妃 | 宮賢   |      |
| 马歌     | 小雨   |      |
| 李先彬   | 金喜   |      |
| 萬中良   | 王安   |      |
| 林冶     | 梅香   |      |
| 楊洋     | 扶余雪 |      |
| 隋雨濛   | 顧盼   |      |
| 曹丹     | 金明   |      |
| 嚴耀忠   | 鶴翁   |      |
| 任洛敏   | 白雲   |      |

## 製作團隊
- 導演：周祥林
- 製片人：張智重
- 編劇：邱剛健、李廷華
- 導演助理：杜媛媛、鄧勇
- 劇本統籌：杜媛媛
- 藝術總指導：沈鵬

## 電視原聲
| 曲序 | 曲目                    |        | 作曲   | 演唱   |
| ---- | ----------------------- | ------ | ------ | ------ |
| 1.   | 《書法 書法》（片頭曲） | 李永章 | 王立平 | 袁晨野 |

## 製作
导演周祥林因《走出蓝水河》斩获“中国电视十佳导演”。
编剧邱剛健来自台湾，他的电影《阮玲玉》、《胭脂扣》获得过金马奖和金像奖最佳编剧；另一编剧李廷華则是研究王羲之和整个东晋政治文化的学者。
韩国明星金泰希出演王羲之夫人。
原由王仁君主演，后改为新人邬立朋。
该剧在浙江省象山影视城拍摄完成。

## 播出
该剧的女主角金泰希，配角李善彬是韩国人，因而在韓國部署薩德反導彈系統事件后的中国“限韩令”中成为被禁播的电视剧之一。该剧至今未能上映。